# Henri-Gustave Jossot
Henri-Gustave Jossot, född 1866 i Dijon, död 1951 i Tunis, var en fransk konstnär och satiriker som medverkade i bland annat L’Assiette au Beurre, starkt antiklerikala bilder i sin produktion. Han lämnade Frankrike för Tunisien, där han konverterade till islam. Jossot upphörde med sin konstnärsverksamhet 1921 men den satiriska ådran levde kvar genom de krönikor han skrev för arabnationalistiska och socialistiska tidskrifter. Han levde bra på sina utställningar en tid då han också mest ägnade sig åt detta men världskrigens devalvering av valutan satte honom i ekonomisk knipa varför han återupptog tidningsarbetet som inkomstkälla, denna gång för anarkistiska Maintenant. Vid 81 års ålder skrev han sina memoarer, Goutte à goutte. 